# Seiji Tōgō
Seiji Tōgō (東郷 青児, Tōgō Seiji), né le 28 avril 1897 et mort le 25 avril 1978, est un peintre japonais.
Son travail est reconnu pour sa représentation centrée sur la figure féminine.

## Biographie
Né à Kagoshima, Seiji Togo est diplômé du collège de l'université Aoyama Gakuin et expose pour la première fois au musée d'Art de Hibiya en 1905. Il participe plus tard au mouvement futuriste tandis qu'il étudie en France. En 1928, il retourne au Japon et remporte le 1er prix Shōwa pour la promotion de l'art occidental.
En 1957, Togo est lauréat du prix de l'Académie japonaise des arts, et en 1961 devient membre de cette même académie. Il est nommé officier des Arts et des Lettres en 1969, et en 1976 est décoré de l'ordre du Soleil levant, deuxième classe avec rayons.
Seiji Togo meurt à Kumamoto le 25 avril 1978. Cette même année, il est nommé personne de mérite culturel du quatrième rang de cour à titre posthume.
Plus de 200 de ses créations les plus importantes sont conservées au Sompo Museum of Art à Tokyo.

## Source de la traduction
- (en) Cet article est partiellement ou en totalité issu de l’article de Wikipédia en anglais intitulé « Seiji Tōgō » (voir la liste des auteurs).